# 河北省总工会
河北省总工会是河北省地方工会和产业工会的领导机关，受中国共产党河北省委员会和中华全国总工会领导。